# 格尼巴
在北欧神话中，格尼巴（Gnipahellir），是海姆冥界（Hel）的入口，其意為「山頂洞」（mountaintop cave）。一頭名為加姆（Garm）的地獄犬被拴在這守護著冥國入口。加姆一直被栓在這裡，直到發生諸神的黃昏後才被釋放。